# ورزشگاه چارلی جانسون
ورزشگاه چارلی جانسون (به انگلیسی: Charlie W. Johnson Stadium) با ظرفیت ۱۱٬۰۰۰ نفر در شهر کلمبیا ایالت کارولینای جنوبی واقع شده‌است و دارای زمین چمن می‌باشد.